# 토마스 홀름스트룀
벵트 토마스 홀름스트룀(스웨덴어: Bengt Tomas Holmström, 1973년 1월 23일 ~ )은 스웨덴의 은퇴한 아이스하키 선수로 현역 시절 포지션은 레프트윙이다. 내셔널 하키 리그(NHL)의 디트로이트 레드윙스에서 뛰었으며, NHL 정규 리그 경기 1206경기 출전했다. 또한 디트로이트 선수로서 스탠리컵 우승을 4번(1997, 1998, 2002, 2008) 차지했다.
스웨덴 국가대표팀의 일원으로 활동하여 2006년 동계 올림픽에서 금메달을 획득했다.